# Vimpeli
Vimpeli (szw.: Vindala) – gmina w Finlandii, położona w zachodniej części kraju, należąca do regionu Ostrobotnia Południowa.